# IC 4894
IC 4894 — галактика типу SBb (компактна витягнута галактика) у сузір'ї Телескоп.
Цей об'єкт міститься в оригінальній редакції індексного каталогу.